# Gul gul gul är vår undervattningsbåt
Gul gul gul är vår undervattningsbåt (engelska: Yellow Submarine) är en animerad film från 1968 i regi av George Dunning, som bygger på musik av The Beatles. Filmens soundtrack släpptes 1969. Regissör var George Dunning. Beatles själva medverkar endast i filmens slutscen. Deras rollfigurers röster görs av andra skådespelare.

## Handling
Det paradisiska landet Pepperland anfalls av de musikhatande Blue Meanies, som förstenar människorna och tar bort all färg och glädje. En gammal soldat, Old Fred, lyckas fly i en gul undervattensbåt till Liverpool där han plockar upp de fyra Beatlesmedlemmarna. Tillsammans ger de sig iväg på en äventyrlig resa för att rädda Pepperland.

## Om filmen
Filmen hade världspremiär i Storbritannien den 17 juli 1968 och svensk premiär den 12 september samma år. Den svenska åldersgränsen är 11 år.

## Rollista
- The Beatles - sig själva

### Röster
- Paul Angelis - Blue Meanies ledare/Ringo
- John Clive - John
- Dick Emery - Jeremy Hilary Boob/Lord Mayor/Max
- Geoffrey Hughes - Paul
- Lance Percival - Fred
- Peter Batten - George (ej krediterad)

## Musik i filmen
- Yellow Submarine
- Hey Bulldog
- Eleanor Rigby
- Love You To
- All Together Now
- Lucy in the Sky with Diamonds
- Think For Yourself
- Sgt. Pepper's Lonely Hearts Club Band
- With a Little Help from My Friends
- Baby, You're a Rich Man
- A Day in the Life
- All You Need Is Love
- When I'm Sixty-Four
- Nowhere Man
- It's All Too Much
- Only a Northern Song

## Utmärkelser
- 1968 - New York Film Critics Circle Award - Specialpris för fullängdsanimation
- 1969 - National Society of Film Critics Award - Specialpris för fullängdsanimation

## Övrigt
Filmens svenska titel är densamma som Per Myrbergs tolkning av låten Yellow Submarine med svensk text av honom själv och Björn Lindroth.